# Clásico & Copa Federación Venezolana de Ciclismo
El Clásico & Copa Federación Venezolana de Ciclismo, son varias carreras ciclistas que se disputan en Venezuela para conmemorar el aniversario de la fundación de dicha federación, masculinas y femeninas, en el mes de mayo.
Oficialmente las masculinas se denominan Clásico Aniversario de la Federación Venezolana de Ciclismo y Copa Federación Venezolana de Ciclismo "Corre por la vida". Se desarrollan durante un fin de semana de mayo en distintas localidades del país, realizándose el sábado el Clásico en formato critérium y el domingo la Copa en formato carrera, siendo tanto para competidores élite, como sub-23 y femenino.
Desde la creación de los Circuitos Continentales UCI, ambas competiciones han formado parte del UCI America Tour en la categoría 1.2 (última categoría del profesionalismo) en ediciones del 2007, 2008 y 2011. 

## Clásico & Copa Federación Venezolana de Ciclismo femeninas
Las ediciones femeninas son profesionales y se comenzaron a disputar con una edición aislada en 2008 comenzándose a disputar regularmente desde 2011. Aunque las ediciones del 2011 finalmente fueron amateur debido a que no participaron al menos 5 equipos extranjeros.
Estas carreras tienen cierta importancia en el ciclismo femenino venezolano ya que gracias a estar dominadas por ciclistas locales estas consiguen puntos UCI con lo que su federación consigue que el ciclismo femenino en ruta esté representado en diferentes competiciones por selecciones internacionales.

## Palmarés
| Año       | Ganador          |
| --------- | ---------------- |
| 2007      | José Aguilar     |
| 2008      | José Aguilar     |
| 2009      | Ángel Pulgar     |
| 2010      | Arthur García    |
| 2011      | Ángel Pulgar     |
| 2012      | Frederick Segura |
| 2013-2014 | No se disputó    |
| 2015      | Miguel Ubeto     |

| Año       | Ganador          |
| --------- | ---------------- |
| 2007      | José Alarcón     |
| 2008      | Arthur García    |
| 2009      | Honorio Machado  |
| 2010      | Frederick Segura |
| 2011      | Miguel Ubeto     |
| 2012      | Frederick Segura |
| 2013-2014 | No se disputó    |
| 2015      | Honorio Machado  |

| Año       | Ganadora               |
| --------- | ---------------------- |
| 2008      | Angie González         |
| 2009-2010 | No se disputó          |
| 2011      | Angie González         |
| 2012      | Mayra del Rocío Rocha  |
| 2013      | No se disputó          |
| 2014      | Zuralmy Coromoto Rivas |
| 2015      | Paola Muñoz            |

| Año       | Ganadora               |
| --------- | ---------------------- |
| 2008      | Karelia Judith Machado |
| 2009-2010 | No se disputó          |
| 2011      | Angie González         |
| 2012      | Janildes Fernández     |
| 2013      | No se disputó          |
| 2014      | Angie González         |
| 2015      | Gleydimar Tapia        |

## Palmarés por países
| País      | Victorias |
| --------- | --------- |
| Venezuela | 7         |

| País      | Victorias |
| --------- | --------- |
| Venezuela | 3         |
| México    | 1         |
| Chile     | 1         |

| País      | Victorias |
| --------- | --------- |
| Venezuela | 7         |

| País      | Victorias |
| --------- | --------- |
| Venezuela | 4         |
| Brasil    | 1         |